# De Bou
De Bou es un cultivar de higuera de tipo higo común Ficus carica, bífera de higos de epidermis con color de fondo verde hierba con sobre color amarillo verdoso, presenta unas manchas blancas como lenticelas, siendo este uno de sus descriptores. Se cultiva en la colección de higueras de Montserrat Pons i Boscana en Llucmajor, Islas Baleares.

## Sinonimia
- „sin sinonimia“,[4][6][7]

## Historia
Actualmente la cultiva en su colección de higueras baleares Montserrat Pons i Boscana, rescatada de un ejemplar o higuera madre localizada en "es Molí de s'Aigua" finca propiedad de Llorenç Sastre en Alicantí, Llucmajor, árbol adulto vigoroso asociado a cultivo con cereales plantado a principios del siglo XX.
La variedad 'De Bou' es poco cultivada y conocida. Presenta como curiosidad una pigmentación de manchas blancas parecidas a lenticelas, siendo uno de los definitorios de la variedad.

## Características
La higuera 'De Bou' es una variedad bífera (dos cosechas) de tipo higo común. Árbol de desarrollo mediano, vigorosidad alta, con porte abierto y de ramaje bastante espeso. Sus hojas son de 3 lóbulos (70%), de 5 lóbulos (20%)y pocas de 1 lóbulo. Sus hojas con dientes presentes y márgenes serrados poco marcados. 'De Bou' tiene poco desprendimiento de higos, un rendimiento productivo alto y periodo de cosecha medio-alto por cada árbol. La yema apical cónica de color verde amarillento.
Los frutos 'De Bou' son higos de un tamaño de longitud x anchura:52 x 60 mm, con forma de pera tanto las brevas como los higos, que presentan unos frutos grandes de unos 76,640 gramos en promedio, de epidermis con consistencia mediana, grosor de la piel gruesa, con color de fondo verde hierba con sobre color amarillo verdoso, presenta unas manchas blancas como lenticelas, siendo este uno de sus descriptores. Ostiolo de 3 a 6 mm con escamas medianas granates. Pedúnculo de 1 a 4 mm cilíndrico verde claro. Grietas longitudinales escasas. Costillas marcadas. Con un ºBrix (grado de azúcar) de 26 dulce pastoso, con color de la pulpa rojo intenso, con muchos aquenios medianos. Con cavidad interna muy grande. Son de un inicio de maduración de las brevas a primero de junio, y los higos sobre el 17 de agosto al 2 de octubre. De rendimiento por árbol productivo.
Se usa como higos frescos para alimentación humana y fresco y seco para alimentación de ganado porcino y ovino. Son bastante resistentes a las lluvias, rocíos, y apertura del ostiolo y mediana resistencia al transporte. De fácil pelado, y muy poco susceptibles al desprendimiento y al agriado.

## Cultivo
'De Bou', se utiliza higos frescos para alimentación humana y en fresco y seco para alimentación del ganado. Se está tratando de recuperar de ejemplares cultivados en la colección de higueras baleares de Montserrat Pons i Boscana en Llucmajor.